# Velodrom Brno
Velodrom Brno je cyklistická dráha v Brně-Pisárkách. Jedná se o stále funkční a zároveň nejstarší dochovaný velodrom na světě. Má 400 metrů dlouhou zastřešenou betonovou dráhu. Konala se zde mistrovství světa v dráhové cyklistice v letech 1969 a 1981 a v roce 2001 historicky vůbec první mistrovství Evropy na dráze pro kategorii U23.

## Historie stavby

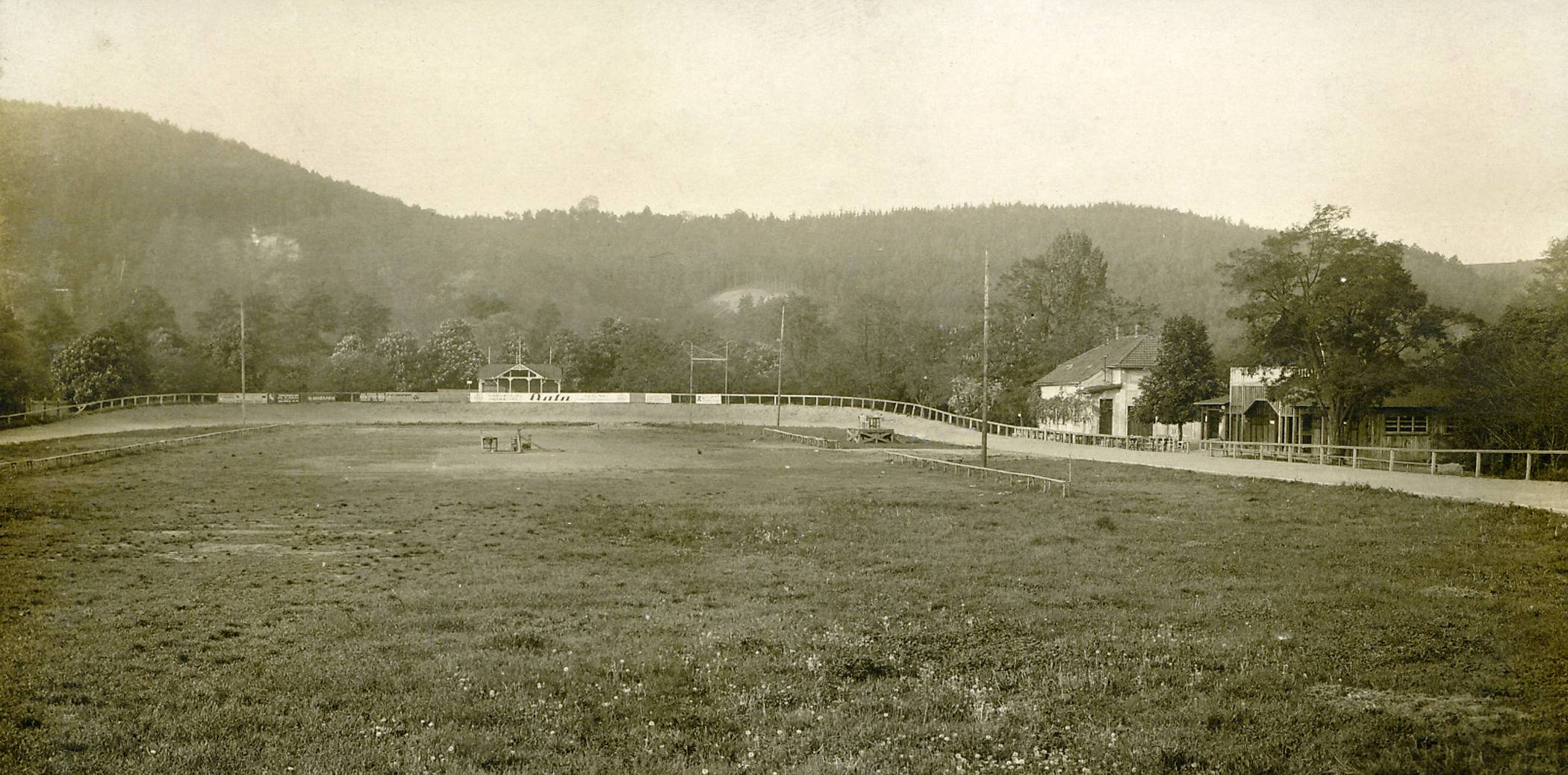
Jeden z nejstarších pohledů z vnitřních prostor dráhy od severní zatáčky. Datováno 1920. Zdroj: [https://www.favoritbrno.cz/velodrom/ www.favoritbrno.cz

Velodrom nechal na svých pozemcích v sousedství svého rodinného sídla a cukrovaru v lokalitě zvané Bauerova rampa zbudovat Viktor Bauer. Dráha byla slavnostně otevřena 21. července roku 1889. 
Na počest svého zakladatele a hlavního donátora se pro dráhu vžilo lidové označení "Bauerák" či "Baurák", případně také "Bauerova rampa", které pro změnu odkazuje na lokalitu, v níž se velodrom nachází. 
Původně byla dráha jen mírně klopená a povrch byl tvořen udusanou hlínou. Prašný hliněný povrch setrval až do roku 1951, kdy byl nahrazen asfaltem. Asfalt však vydržel pouhých šest let, jelikož byl shledán příliš pomalým a se svou hrubou strukturou také nebezpečným při pádech. V roce 1957 jej nahradil beton, který tvoří povrch dráhy i v současnosti.
Od konce 50. let 20. století nastala významná modernizace, která vyvrcholila mistrovstvím světa 1969. Dráhová cyklistika se v té době setkala s obrovským zájmem veřejnosti a rostla odvaha s budováním dráhy a dalšího zázemí. Za dynamickým rozvojem areálu stála zejména Tělovýchovná jednota Favorit Brno, která vznikla v roce 1957 spojením sedmi brněnských oddílů, a prakticky ihned se stala hlavním hybatelem změn.
Mezi roky 1957 a 1962 bylo kromě nové betonové dráhy vystavěno také první významné zázemí pro sportovce a diváky (např.: nasypané hlediště, prkenná bariéra mezi hledištěm a dráhou, 10 boxů pro závodníky uvnitř velodromu, rozhlasová a kontrolní věž, první budova šaten na východní straně areálu, ozvučení i osvětlení). V tomto období byla také přesunuta startovní a cílová čára ze západní strany areálu, kde byl původně hlavní a jediný vstup do areálu, na protilehlou rovinku na východní straně. 
V první polovině šedesátých let 20. století se ještě vybudoval bezpečnostní podchod pod dráhou od šaten, v západní straně areálu pak údržbářská dílna. Byla rozšířena původní budova šaten a také vznikla nadstavba 1. patra této budovy, ve které začalo působit ředitelství dráhy. Byly postaveny také garáže pro 12 vodicích motocyklů pro tolik oblíbené závody za motorovými vodiči.
Závěrečná výrazná fáze rozvoje se pak udála mezi roky 1967 a 1969, kdy se mělo v Brně konat mistrovství světa na dráze a pro tuto událost bylo potřeba areál upravit. Samotná dráha se rozšířila z původních zhruba 6 na 7,4 metru a sklon v klopení se upravil na přibližně 34 stupňů, na rovinkách pak sklon dosahoval necelých 8 stupňů. Zkrátila se také z tehdejších cca 411 m na rovných 400 m. Všechny tyto základní parametry přetrvaly až do dnešní doby. Modernizace pro mistrovství světa 1969 byla zakončena stavbou unikátního přistřešení dráhy a hlediště, za jehož návrhem stojí význačný brněnský profesor a architekt Ferdinand Lederer, jehož půdovní návrh významně přepracoval Jiří Lefner. Dle dobového tisku se jednalo o první betonovou zastřešenou dráhu na světě.
Drobná vylepšení proběhla také před druhým mistrovstvím světa, které brněnský velodrom hostil v roce 1981. Nejviditelnějším krokem byla výstavba třímetrového bezpečnostního asfaltového chodníčku na vnitřním okraji dráhy a také se upravila věž rozhodčí, která byla nově krytá.
V archivu TJ Favorit Brno, dosavadního majitele velodromu, se našly četné plány na další vylepšování areálu, nikdy v historii však již nebyla tak příhodná doba k rozvoji jako v 60. letech 20. století. Současná podoba stadionu tedy odpovídá podobě z konce šedesátých let a zásluhou TJ Favorit Brno je dosud funkční a pořádají se na něm stále významné mezinárodní dráhové závody (např.: 500+1 kolo, GP Favorit Brno - Přilba Moravy).
Kromě cyklistických závodů slouží areál také pro pořádání koncertů a dalších sportovních či kulturních akcí (např.: festival Pop Messe). V roce 1986 přenášela Československá televize z brněnského velodromu přímým přenosem velký revuální pořad „Dva z jednoho města“. O necelých deset let později, v roce 1995, hostil velodrom 4. kvalifikační kolo Her bez hranic, které byly televizním přenosem odvysílány do celé Evropy. Závěr prvního desetiletí 21. století byl ve znamení řady koncertů, zejména rockových a metalových interpretů a kapel. V roce 2008 před 14 tisíci fanoušky zde koncertovala kapela Linkin Park. V červnu 2009 se v areálu velodromu představil Marilyn Manson, následoval jej Lenny Kravitz a v červenci toho roku zde vystoupila ještě legendární britská kapela Motörhead. V roce 2014 tuto kapelu napodobili další britší heavymetaloví velikáni Iron Maiden, které následoval Bryan Adams. Mezi lety 2008 - 2010 byl velodrom také centrem studentských oslav Majálesu. Prostředí velodromu se objevilo také v hraném filmu Posel z roku 2012 s Matějem Hádkem v hlavní roli. 

## Velodrom pohledem pravidel Mezinárodní cyklistické federace(UCI)
Brněnský velodrom s délkou dráhy 400 metrů a šířkou 7,4 metru i v současnosti splňuje předpis pro konání významných mezinárodních akcí kalendáře UCI třídy 1 a 2 vyjma olympijských her, kdy je délka dráhy stanovena na 250 metrů. Toto omezení platí i pro elitní mistrovství světa s dovětkem, že UCI může pro tyto akce udělit výjimku již existujícím velodromům v zájmu rozvoje dráhové cyklistiky.

## Obdobné velodromy ve světě
O tom, že dlouhé částečně zastřešené dráhy mají stále budoucnost, svědčí i fakt, že dva Brnu velmi blízké velodromy, byly mezi roky 2016 a 2021 zrekonstruovány. Prvním z nich je slavná italská dráha Vigorelli v Miláně dlouhá necelých 398 metrů, kterou se brněnští funkcionáři nechali inspirovat při řešení přistřešení dráhy v roce 1969. I přesto, že město Milán v roce 2013 schválilo na dráhu demoliční výměr, italské Ministerstvo kultury na základě nátlaku skupiny cyklistů tento výměr zrušilo a ve spolupráci s městem v roce 2016 dokončilo její rekonstrukci za více než 6 milionů Euro. UCI následně dráhu atestovala a mohou se tak na ní konat závody mistrovství Evropy pro elitní kategorie a juniorské mistrovství světa.
Další dráhou s úzkou vazbou na brněnský velodrom je ta v Lipsku. Němečtí cyklisté se při její přestavbě v minulosti inspirovali brněnským velodromem a lipská dráha je takřka jeho kopií. Tento 400 metrů dlouhý velodrom, který je mimo jiné památkově chráněn, byl v roce 2021 zrekonstruován včetně samotného betonového povrchu, jehož oprava vyšla na 1,2 milionu Euro.

### Cyklisté
- Jiří Daler
- Tomáš Bábek